# Mallonia granulata
Mallonia granulata es una especie de escarabajo longicornio del género Mallonia, tribu Neopachystolini, subfamilia Lamiinae. Fue descrita científicamente por Distant en 1892.
La especie se mantiene activa durante el mes de diciembre.

## Descripción
Mide 21-22,5 milímetros de longitud.

## Distribución
Se distribuye por República Sudafricana y Transvaal.